# 弗拉基米列茨

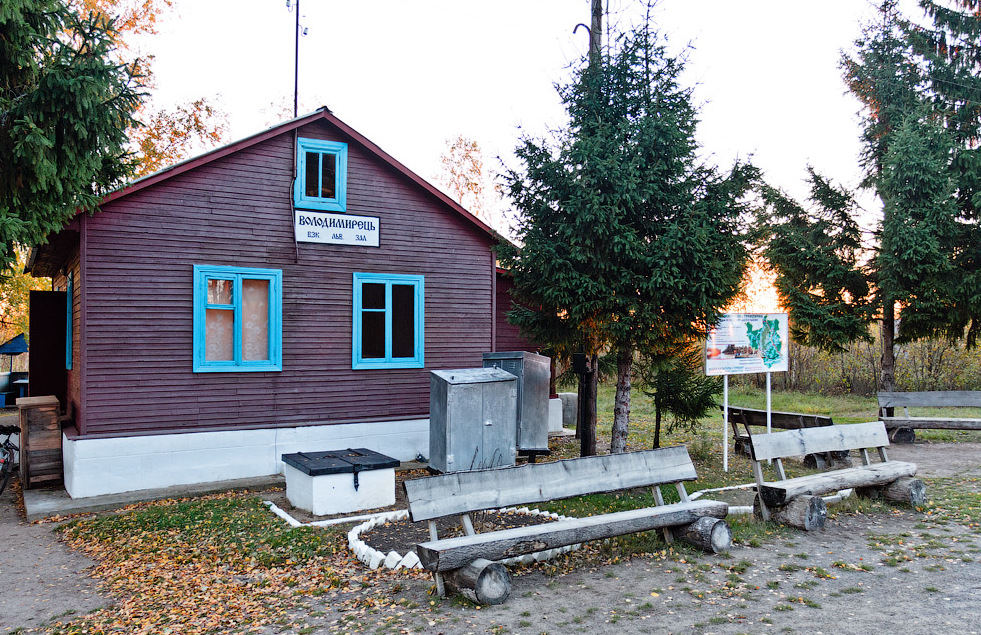
窄轨铁路火车站

51°25′15″N 26°8′42″E / 51.42083°N 26.14500°E
弗拉基米列茨（羅馬化：Volodymyrets）是烏克蘭西部羅夫諾州瓦拉什区弗拉基米列茨市镇内的鎮及其行政中心，原為弗拉基米列茨區首府；始建於1183年，面積60.13平方公里，海拔高度176米，2001年人口8,699人，人口密度每平方公里140人。